# Sapromyza flavopleura
Sapromyza flavopleura är en tvåvingeart som beskrevs av Malloch 1927. Sapromyza flavopleura ingår i släktet Sapromyza och familjen lövflugor.
Artens utbredningsområde är Taiwan. Inga underarter finns listade i Catalogue of Life.